# Hessea breviflora
Hessea breviflora là một loài thực vật có hoa trong họ Măng tây. Loài này được Herb. mô tả khoa học đầu tiên năm 1837.